# Brieselang
Brieselang ist eine amtsfreie Gemeinde im Landkreis Havelland in Brandenburg.

## Geografie

### Geografische Lage
Die Gemeinde liegt 17 Kilometer westlich von Berlin-Spandau am Schnittpunkt von Berliner Autobahnring, Havelkanal und Bahnlinie Berlin-Hamburg innerhalb des Berliner Urstromtals. Bis zum Zentrum Berlins sind es etwa 30 Kilometer. Die Ortsteile Bredow und Zeestow befinden sich bereits an den Hängen der Nauener Platte, die das Urstromtal südlich begrenzt.
Bis zur Landeshauptstadt Potsdam sind es 25 Kilometer. In unmittelbarer Nähe am Südostrand der Gemeinde befindet sich der Nymphensee.

### Nachbargemeinden
Schönwalde-Glien, Falkensee, Wustermark, Nauen.

## Gemeindegliederung
Die amtsfreie Gemeinde Brieselang gliedert sich nach ihrer Hauptsatzung in die Ortsteile:
- Bredow
- Brieselang
- Zeestow

sowie die Wohnplätze:
- Alt Brieselang
- Bredow-Luch
- Bredow-Vorwerk
- Glien

Die heutige (Groß-)Gemeinde entstand aus dem von 1992 bis 2003 existierenden Amt Brieselang durch die Eingliederung der kleineren Mitgliedsgemeinden in die Gemeinde Brieselang.

## Geschichte

### Mittelalter
Im November 2005 wurden im Trassenverlauf des geplanten Ausbaus der B 5 zwischen Wustermark und Nauen am Fundplatz Bredow 24 mehrere menschliche Bestattungen entdeckt. Es wurden elf Gräber und einige verstreut liegende Knochen gefunden. Durch Keramikfunde konnte das Gräberfeld in die mittelslawische Zeit (spätes 10. bis Mitte 11. Jahrhundert) datiert werden. Die mehreren Gräbern beigegebenen Schläfenringe wiesen allerdings in das späte 11. bis in die 1. Hälfte des 12. Jahrhunderts. Die Überreste von 15 Personen, sieben Frauen und acht Männer, wurden durch die Anthropologin Bettina Jungklaus untersucht. Die meisten waren ältere Menschen. Man fand nur einen Jugendlichen und eine jungerwachsene Frau. Die Männer waren durchschnittlich 169,5 cm groß, die weiblichen dagegen nur 154,9 cm. Die Verstorbenen waren durch verschiedenste Erkrankungen belastet, hauptsächlich an den Zähnen und Gelenken. Es fanden sich Anzeichen, dass auch schwere Krankheiten überlebt wurden.
Das erste Mal urkundlich erwähnt wurde der Ort im Jahr 1315 unter dem slawischen Namen „Brisenlank“ („Birkenlanke“) als vorgelagerte Befestigungsanlage des Amtes Vehlefanz. Im Jahr 1315 bekam die Stadt Nauen vom Markgrafen Woldemar die Holzungsgerechtigkeit „inter paludes seu mericas dictas Zuzen et Brisenlank super totum Glyn usque ad terram Bellin“ verliehen (siehe auch: Der Zootzen).
Zeestow wurde 1346 als Zcesto erstmals urkundlich erwähnt. Der Name leitet sich vom Personennamen Tschest ab.

### Neuzeit
Von besonderer Bedeutung für die Besiedlung Brieselangs war die Eröffnung des Haltepunktes an der Bahnstrecke Berlin–Hamburg am 25. Oktober 1920. Zuvor mussten die ersten Siedler einen langen Fußmarsch vom Bahnhof Finkenkrug zurücklegen.
Erst 1925 wurde Brieselang als selbstständige Landgemeinde gegründet. Ihr Name geht auf die Landschaftsbezeichnung zurück, die auch Theodor Fontane in seinen Wanderungen durch die Mark Brandenburg erwähnt. Der kleine Ortsteil Alt-Brieselang wird den meist aus Berlin stammenden Ansiedlern den Namen vorgegeben haben, die in der damals feuchten Gegend mit ihren Eichenwäldern eine Bleibe im Grünen für ihre Familien auf der Flucht vor den Berliner Mietskasernen suchten. Diese meist von „Stadtflüchtlingen“ ausgehende Besiedlung auf relativ kleinen Parzellen führte bis heute zu der ausgedehnten Eigenheimstruktur der großen Landgemeinde.
Der Ortsteil Bredow wurde bereits 1208 im Zusammenhang mit einem Pfarrer Dietrich zu Bredow erwähnt. Der Markgraf Woldemar verlieh 1309 dem Vogt Matthias von Bredow zu Rathenow für 206 Mark Silber das Dorf Bredow bis auf sechs Hufen, die einem Herrn von Broesigke (Braseke) gehörten.

### Verwaltungsgeschichte
Bredow und Zeestow gehörten seit 1817 zum Kreis Osthavelland in der preußischen Provinz Brandenburg (ebenso wie ab 1925 Brieselang) und ab 1952 zum Kreis Nauen im DDR-Bezirk Potsdam. Seit 1993 liegt die Gemeinde im brandenburgischen Landkreis Havelland.
Im Zuge der Ämterbildung in Brandenburg erteilte der Minister des Innern des Landes Brandenburg am 26. August 1992 seine Zustimmung zur Bildung des Amtes Brieselang. Als Zeitpunkt für das Zustandekommen des Amtes wurde der 30. August 1992 bestimmt. Die Zustimmung war zunächst befristet bis zum 30. August 1994. Sitz des Amtes war die Gemeinde Brieselang. Zum Zeitpunkt des Zustandekommens des Amtes waren folgende Gemeinden im damaligen Kreis Nauen zugeordnet:
- Brieselang
- Bredow
- Zeestow

Die Befristung wurde ab dem 28. Juli 1994 aufgehoben. Mit der Gemeindereform Brandenburg 2003 wurden die Gemeinden Bredow und Zeestow zum 26. Oktober 2003 in die Gemeinde Brieselang eingegliedert. Das Amt Brieselang wurde aufgelöst und die Gemeinde Brieselang amtsfrei.

## Bevölkerungsentwicklung
Die Einwohnerzahl der Vorgängergemeinden entwickelte sich wie folgt:
| Datum             | Brieselang | Bredow | Zeestow |
| ----------------- | ---------- | ------ | ------- |
| 1. Dezember 1875  | 0 414      | 0 400  | 361     |
| 16. Juni 1925     | 1.091      | 1.027  | 398     |
| 31. August 1950   | 4.826      | 1.212  | 378     |
| 31. Dezember 1964 | 4.852      | 0 888  | 269     |
| 3. Oktober 1990   | 4.289      | 0 620  | 198     |
| 31. Dezember 1995 | 4.691      | 0 590  | 232     |
| 31. Dezember 2000 | 7.936      | 0 646  | 391     |
| 31. Dezember 2002 | 8.535      | 0 670  | 552     |

Für das Gebiet der neuen Gemeinde ergeben sich folgende Daten:
| Jahr | Einwohner |
| ---- | --------- |
| 2003 | 10.067    |
| 2005 | 10.457    |
| 2010 | 10.854    |
| 2015 | 11.484    |
| 2020 | 12.512    |

| Jahr | Einwohner |
| ---- | --------- |
| 2021 | 12.735    |
| 2022 | 13.024    |
| 2023 | 13.109    |
| 2024 | 13.187    |

Gebietsstand des jeweiligen Jahres, Einwohnerzahl: Stand 31. Dezember (ab 1991), ab 2011 auf Basis des Zensus 2011, ab 2022 auf Basis des Zensus 2022

## Politik

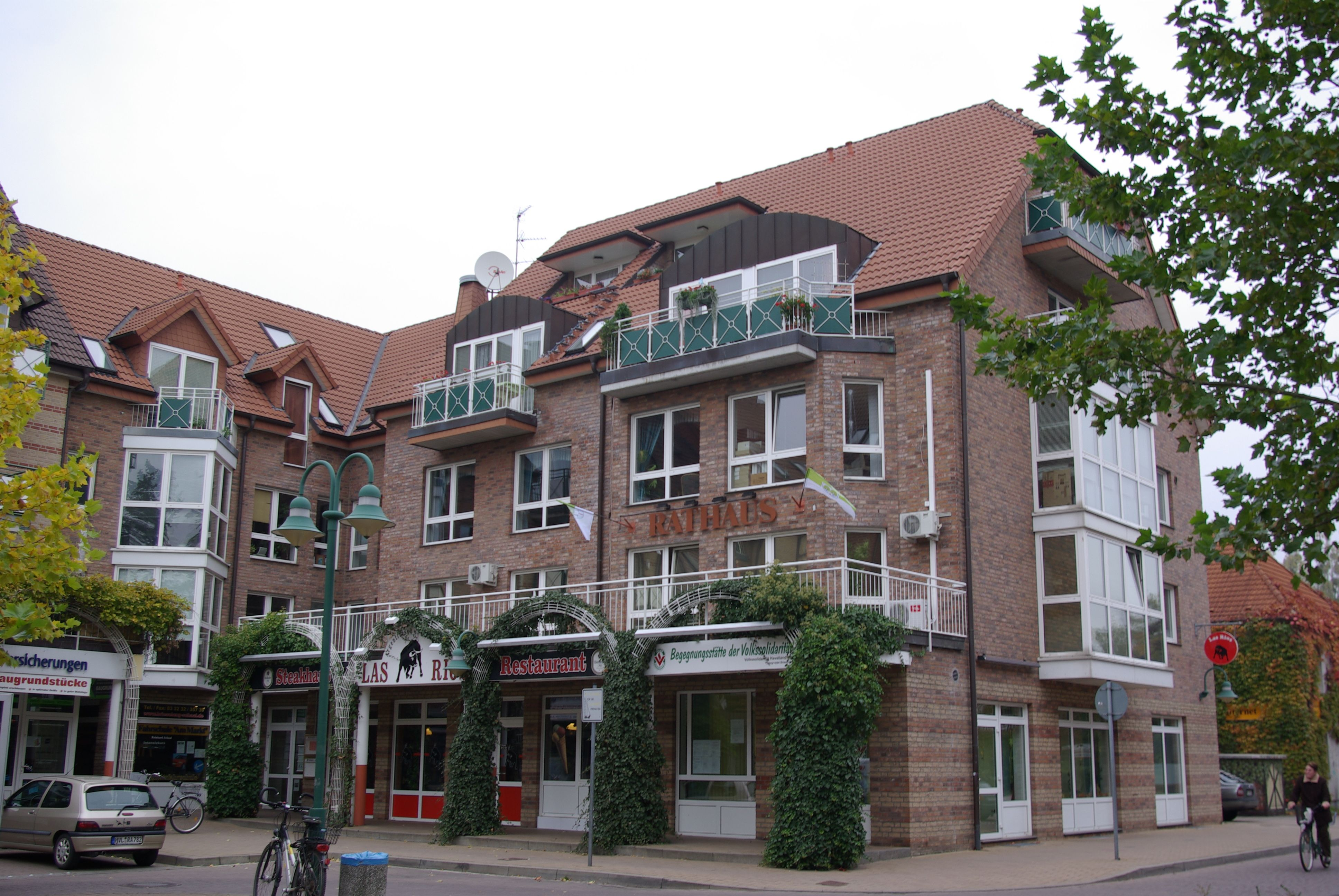
Rathaus

### Gemeindevertretung
Die Gemeindevertretung von Brieselang besteht aus 22 Gemeindevertretern und der hauptamtlichen Bürgermeisterin. Die Kommunalwahl am 9. Juni 2024 führte bei einer Wahlbeteiligung von 65,2 % zu folgendem Ergebnis:
| Partei / Wählergruppe                                | Stimmenanteil 2019 | Sitze 2019 |        | Stimmenanteil 2024 | Sitze 2024 |
| ---------------------------------------------------- | ------------------ | ---------- | ------ | ------------------ | ---------- |
| CDU                                                  | 18,7 %             | 4          | 26,9 % | 6                  |            |
| AfD                                                  | –                  | –          | 22,3 % | 5                  |            |
| Bürger für Brieselang                                | 28,7 %             | 6          | 15,6 % | 3                  |            |
| SPD                                                  | 10,0 %             | 2          | 08,1 % | 2                  |            |
| Bündnis 90/Die Grünen                                | 11,1 %             | 2          | 07,1 % | 2                  |            |
| Die Linke                                            | 08,5 %             | 2          | 06,2 % | 1                  |            |
| Freie Wähler Brieselang e. V.                        | –                  | –          | 04,8 % | 1                  |            |
| FDP                                                  | –                  | –          | 02,6 % | 1                  |            |
| Die Brieselanger Aktiven                             | –                  | –          | 02,4 % | 1                  |            |
| Einzelbewerberin Sara Zander                         | –                  | –          | 01,5 % | –                  |            |
| Einzelbewerberin Jaqueline Henne                     | –                  | –          | 01,5 % | –                  |            |
| Einzelbewerber Marcus Jatzak                         | –                  | –          | 01,0 % | –                  |            |
| Initiative für Bürgerinteresse und Bürgerbeteiligung | 20,9 %             | 5          | –      | –                  |            |
| Einzelbewerber Frank Kittler                         | 02,2 %             | 1          | –      | –                  |            |
| Insgesamt                                            | 100 %              | 22         | 100 %  | 22                 |            |

### Bürgermeister
- 1925–1927: Alfred Manker
- 1927–1928: Otto Zschiesche
- 1928–1930: Erich Mahn
- 1930–1945: Willi Pietrek
- 1945–1946: Werner Goldmann
- 1946–1950: Alexander Kohnke
- 1950–1952: Bruno Geist
- 1952–1958: Robert Dubberke
- 1958–1972: Josef Klein
- 1972–1979: Gerhard Bernhardt
- 1979–1980: Walter Friese
- 1980–1989: Klaus Jacobi
- 1989–1990: Detlef Woita
- 1990–1992: Richard Heynisch
- 1992–1993: Gerhard Schwandt
- 1994–1995: Joachim Hanisch
- 1995–1998: Karin Radzewitz
- 1998–2003: Ottmar Hinz (SPD)[21]
- 2003–2019: Wilhelm Garn (CDU)[22]
- 2019–2023: Ralf Heimann (Initiative für Bürgerinteresse und Bürgerbeteiligung)
- seit 2023: Kathrin Neumann-Riedel (parteilos)

Heimann wurde in der Bürgermeisterstichwahl am 15. September 2019 mit 66,0 % der gültigen Stimmen gewählt. Am 23. April 2023 wurde er mit ebenfalls 66,0 % der gültigen Stimmen in einem Bürgerentscheid abgewählt. Kathrin Neumann-Riedel wurde in der Bürgermeisterstichwahl am 1. Oktober 2023 mit 58,2 % der gültigen Stimmen zu seiner Nachfolgerin gewählt. Ihre Amtszeit beträgt acht Jahre.

### Wappen
| Wappen von Brieselang | Blasonierung: „Auf einem blauen Wellenschildfuß, belegt mit dem Wappen von Bredow (in Silber ein roter Steigbaum mit drei Quersprossen), in Silber zwei Birken mit natürlichem Stamm, grüner Krone und grünen Kätzchen.“ |
| Wappen von Brieselang | Das Wappen wurde am 12. Juni 2006 durch das Ministerium des Innern genehmigt. |

### Flagge
Die Flagge ist Grün – Weiß (1:1) gestreift (Querform: Streifen waagerecht verlaufend, Längsform: Streifen senkrecht verlaufend) und mittig mit dem Wappen belegt.

### Dienstsiegel
Das Dienstsiegel zeigt das Wappen der Gemeinde mit der Umschrift: „GEMEINDE BRIESELANG • LANDKREIS HAVELLAND“.

## Sehenswürdigkeiten und Kultur

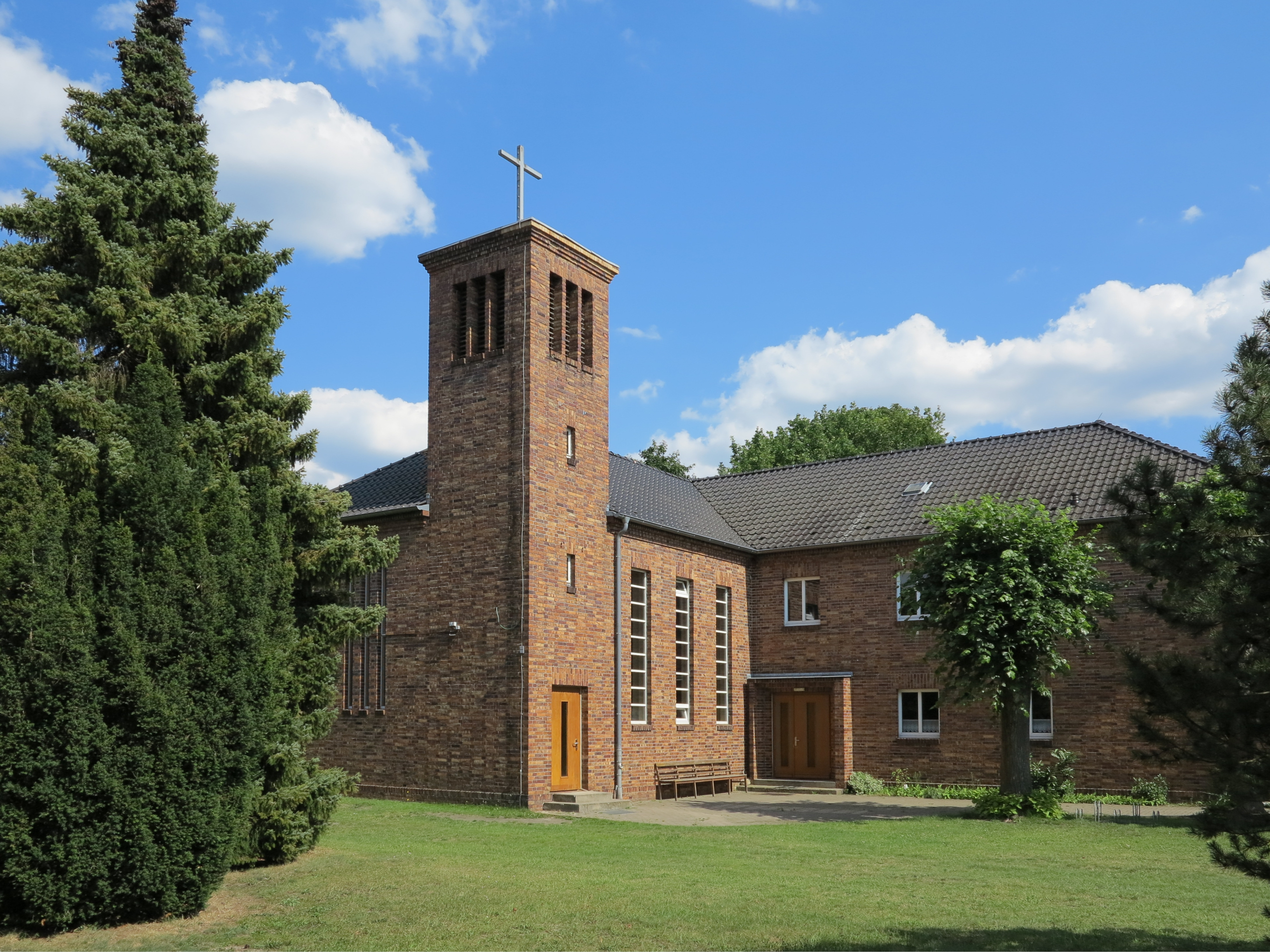
Evangelische Kirche

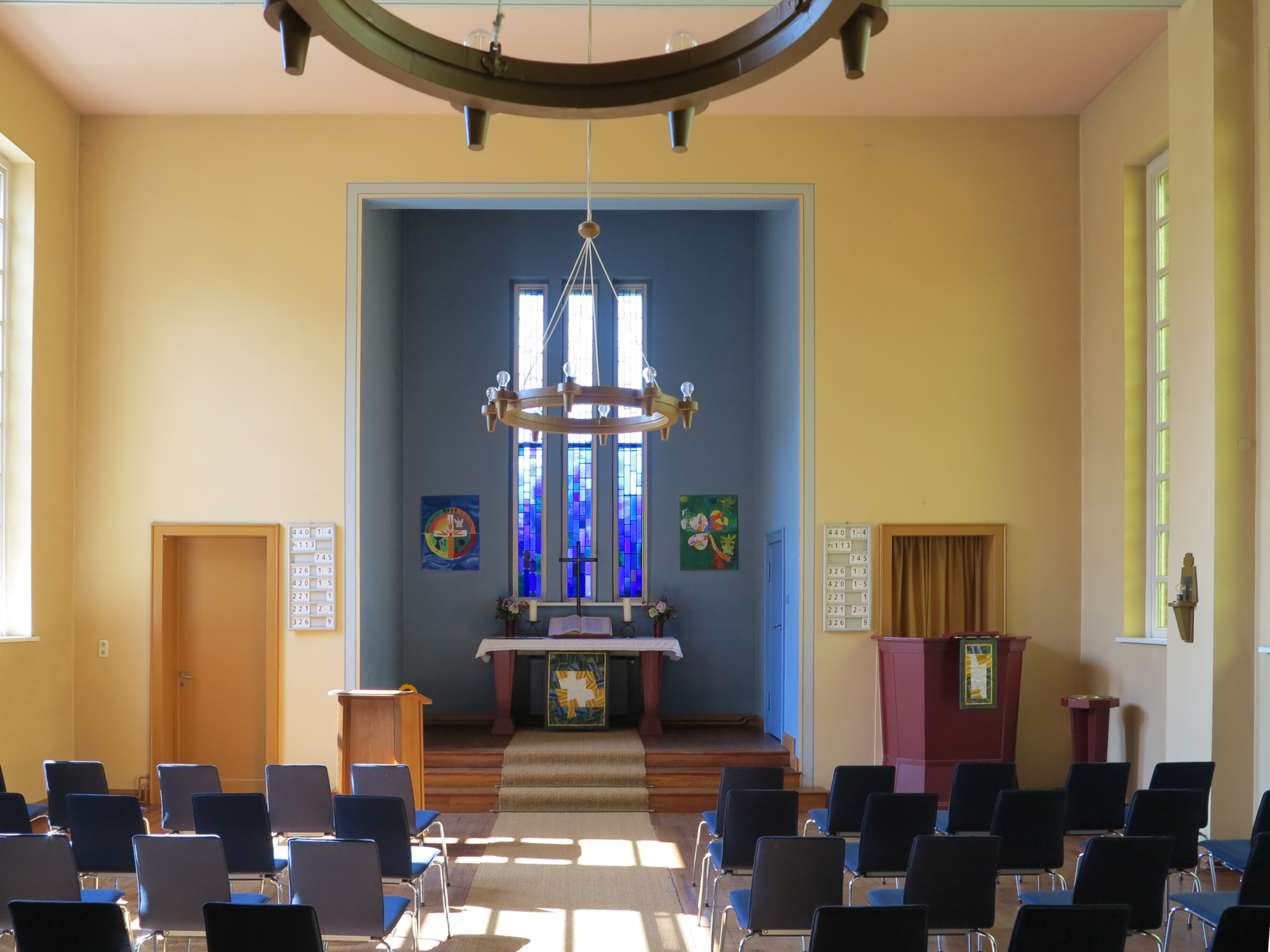
Altarraum der evangelischen Kirche

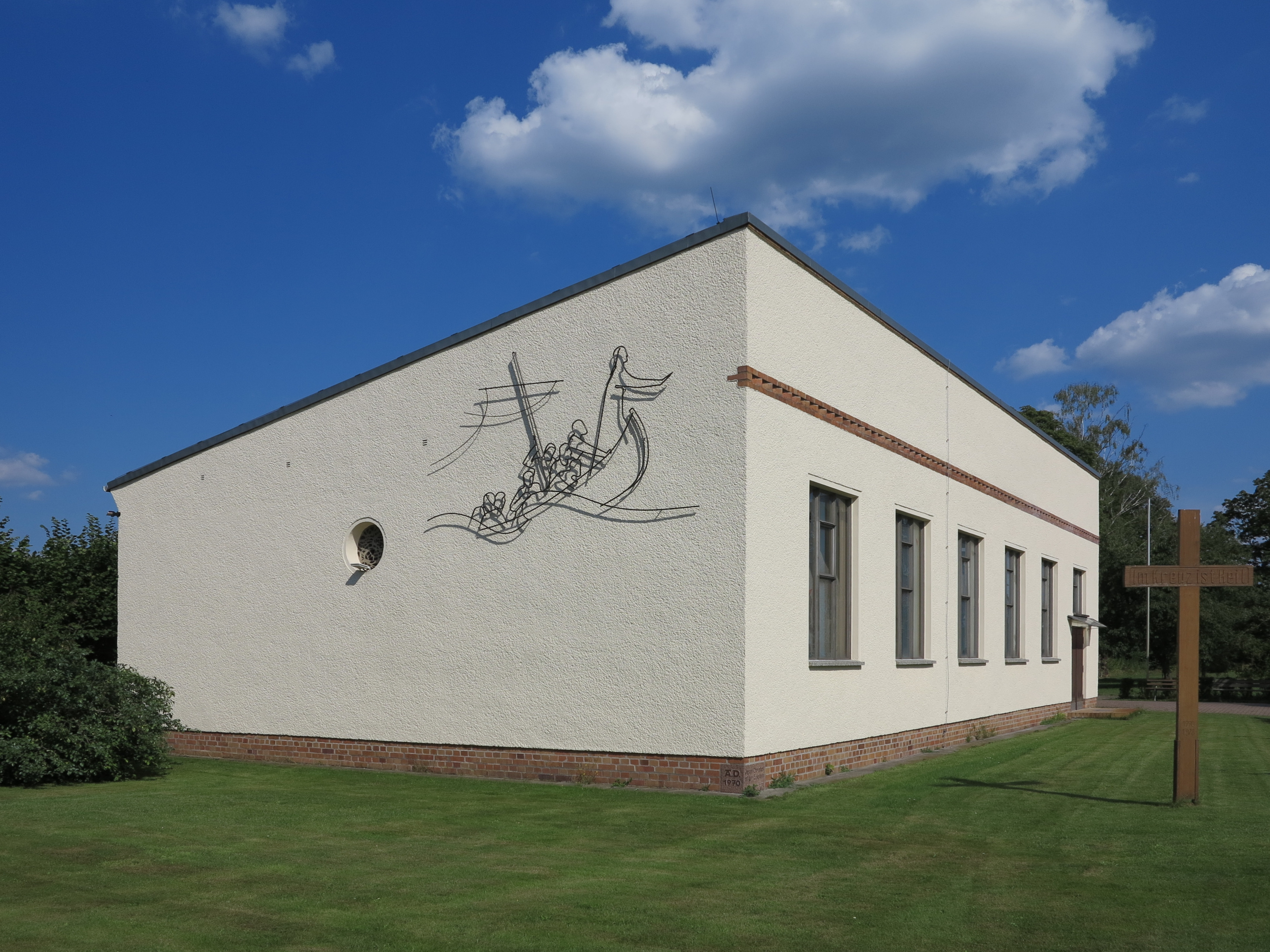
Katholische Kirche

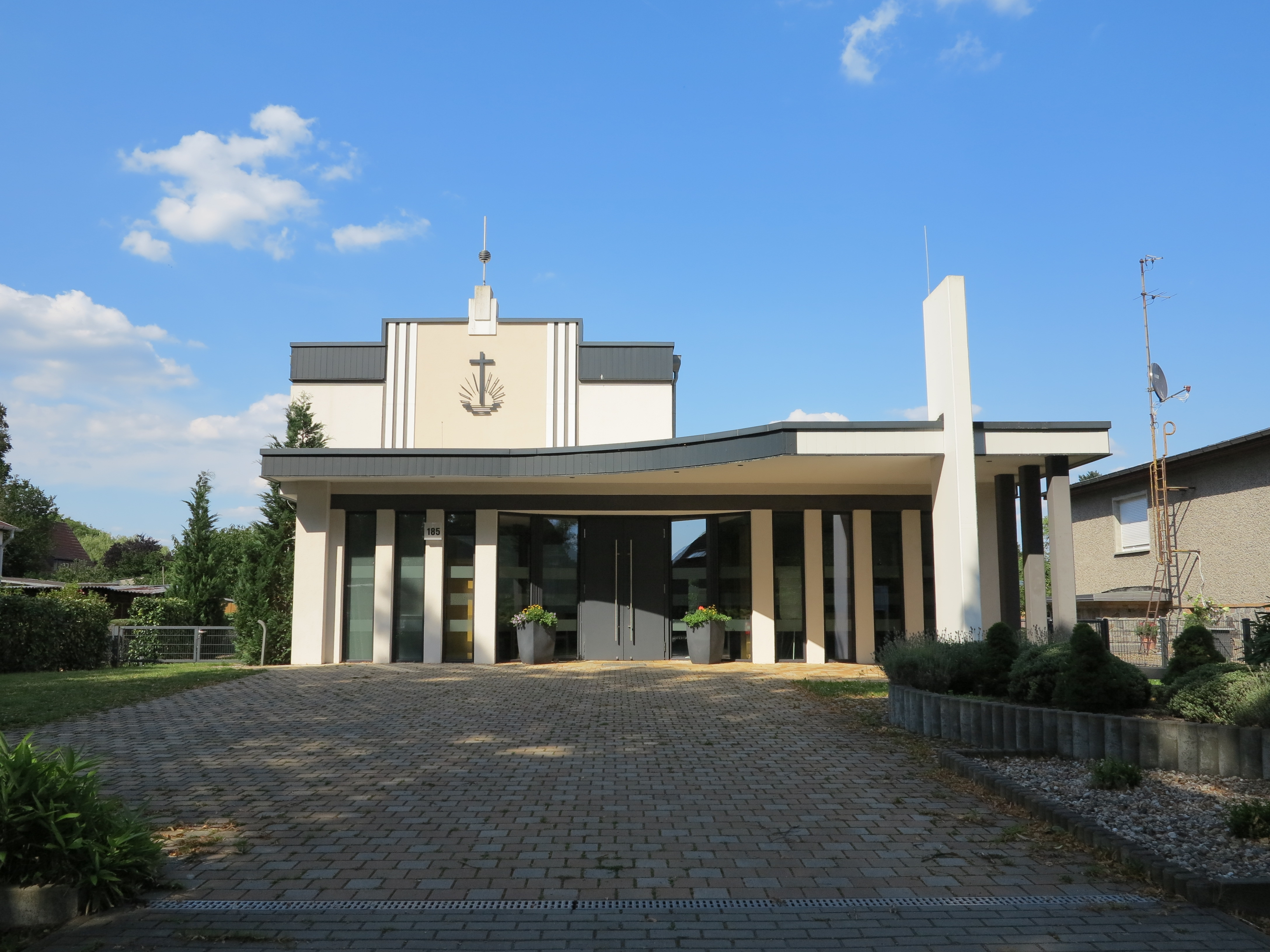
Neuapostolische Kirche

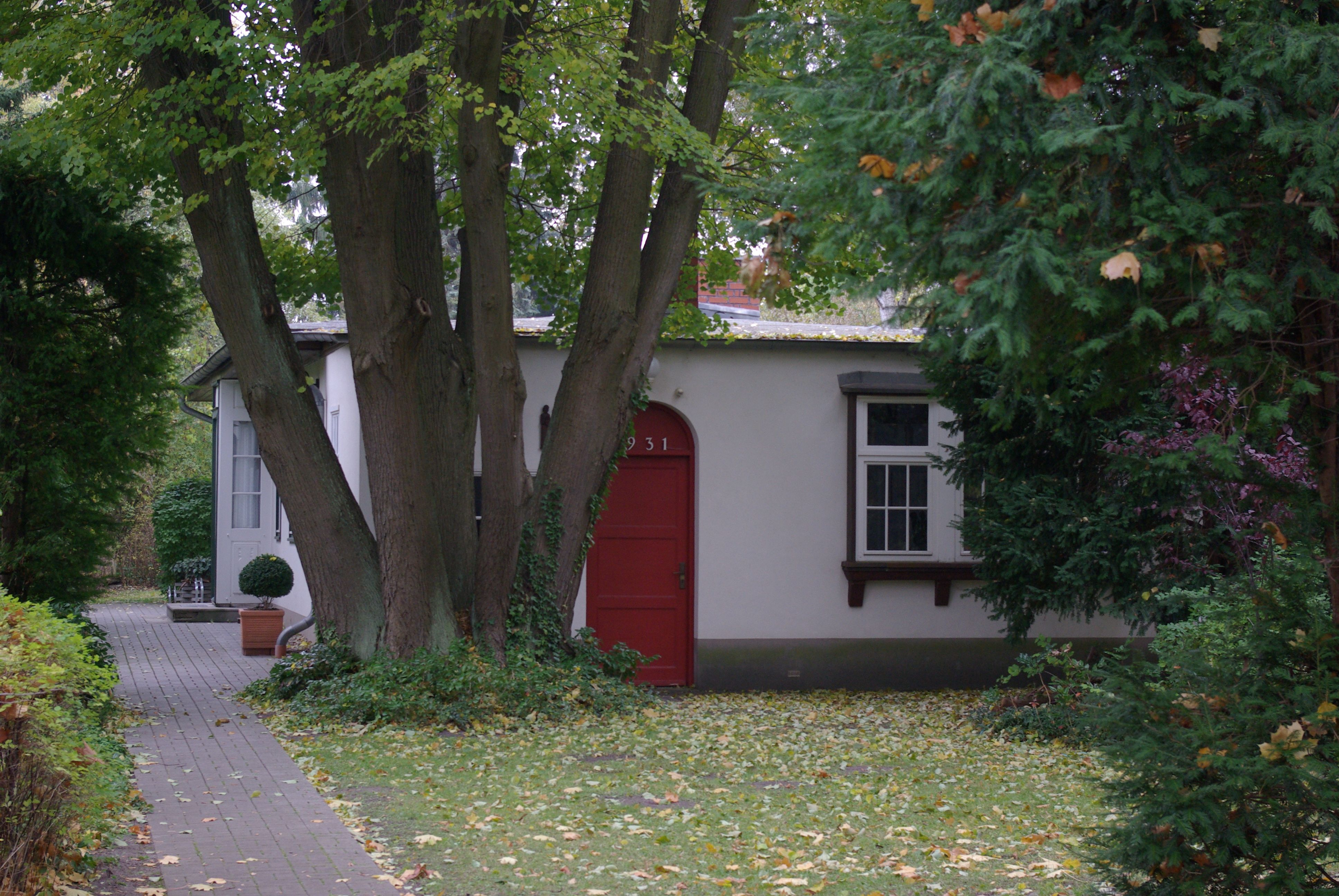
Ehemaliges Atelier von Hans Klakow

### Bauwerke
Aufgrund der recht kurzen Bebauungsgeschichte der Kerngemeinde gibt es nur wenige historische Bauten. Für am Siedlungsbau Interessierte bietet Brieselang einen guten Überblick über die Siedlungsformen, Baustile und architektonischen Ausformungen des Eigenheimbaus seit den 1920er Jahren bis in die Gegenwart.
In der Liste der Baudenkmale in Brieselang stehen die in der Denkmalliste des Landes Brandenburg eingetragenen Baudenkmale.
- Burgwall Alt Brieselang, Wallreste einer slawischen Niederungsburg aus dem 8. Jahrhundert
- Denkmal für die Opfer des Faschismus aus dem Jahre 1946 auf dem Platz des Friedens vor dem Bahnhof
- Liste der Stolpersteine in Brieselang

Kirchen
- Evangelische Kirche, 1931 nach Plänen des Kladower Architekten Rettig gebaut[29] (Lage)
- Katholische Kirche St. Marien, 1970 gebaut, ihre Fenster sind seit 2010 mit dem Glaskunstzyklus „Maria“ des Berliner Künstlers Andreas Wolff bemalt[30] (Lage)
- Neuapostolische Kirche, 1953 erbaut, im Februar 2013 entweiht. Auf demselben Grundstück ist für die etwa 100 Gläubigen 2013 ein größerer Neubau entstanden, der im März 2014 eingeweiht wurde.[31] (Lage)
- Dorfkirche Bredow, 1862 geweiht[32] (Lage)
- Dorfkirche Zeestow, 1850 errichtet, 2014 zur Autobahnkirche umgebaut (Lage)

### Brieselanger Licht
Die Geschichte vom Brieselanger Licht beschreibt mysteriöse Lichterscheinungen und lockt regelmäßig Besucher aus dem Umland in den Brieselanger Forst.

### Kultur
- Hans-Klakow-Museum[35]
- Bildhauerwerkstatt Atelier Wolle
- Märkischer Künstlerhof[36]
- Kleines Theater Brieselang
- Gemeindebibliothek Brieselang[37]
- Gemeindearchiv Brieselang[38]

### Veranstaltungen
In der Gemeinde Brieselang gibt es verschiedene, sich jährlich wiederholende Veranstaltungen, wie zum Beispiel:
- Osterfeuer
- Tag der offenen Tür der Freiwilligen Feuerwehr
- Brieselanger Kirmes
- Sommerfest
- Erntefest
- Martinsumzug
- Weihnachtsmarkt der Kirchen[39]

## Wirtschaft und Infrastruktur

### Unternehmen
- BRUSS Werk Brieselang GmbH & Co. KG
- Saint-Gobain Rigips (Gipsplattenwerk)
- Amazon (Logistikzentrum Brieselang), 2013 eröffnet, seit Juli 2023 geschlossen[40]

### Verkehr
Brieselang verfügt über einen Bahnhof an der Strecke Berlin–Hamburg. Er wird von der Regional-Express-Linie RE 2 Nauen – Berlin-Spandau – Berliner Stadtbahn – Königs Wusterhausen – Cottbus sowie den Regionalbahnlinien RB 10 und RB 14, beide Nauen – Berlin-Albrechtshof – Berlin-Spandau – Berlin Jungfernheide – Berlin Hbf – Berlin Südkreuz, bedient. Die Fahrzeit nach Berlin-Spandau beträgt etwa 15, zum Berliner Hbf etwa 30 Minuten.
Die Linien der Havelbus Verkehrsgesellschaft verbinden Brieselang mit Falkensee (Linie 656), Nauen (Linie 667) und Wustermark (Linie 649).
Der Bahnhof Bredow an der Bahnstrecke Jüterbog–Nauen wird seit 30. April 1996 nicht mehr bedient. Die Strecke ist in diesem Abschnitt stillgelegt.
Der öffentliche Personennahverkehr wird innerhalb des Gemeindegebietes von dem 2007 gegründeten Projekt BürgerBus Brieselang e. V. ergänzt. Ehrenamtliche Fahrer bedienen mit zwei Kleinbussen zwei Linien.
Brieselang liegt an der Landesstraße L 202 von Wustermark zur L 201, die nordöstlich der Gemeinde zwischen Nauen und Falkensee verläuft. Die Autobahnanschlussstelle Brieselang am westlichen Berliner Ring (A 10) liegt auf dem Gemeindegebiet.
Der Havelkanal durchzieht den Ort von Nordosten nach Südwesten. Etwa in der Ortsmitte wurde beidseitig ein Sportboothafen mit ca. 60 Plätzen angelegt.

### Bildung
In Brieselang gibt es drei Schulen:
- Robinson-Grundschule, fremdsprachliches Profil, bis 2001 größte Grundschule Deutschlands[44]
- Zeebr@-Grundschule, 2002 gegründet, der Name setzt sich aus den Anfangsbuchstaben der Ortsteile Brieselangs zusammen
- Hans-Klakow-Oberschule, 1923 errichtet, nach dem Brieselanger Bildhauer Hans Klakow benannt. Ab dem Schuljahr 2021/22 wurde aus der Oberschule eine Gesamtschule.

### Sport
In der Gemeinde Brieselang gibt es die folgenden Sportvereine und -gruppen mit einem sich teilweise überschneidenden Angebot:
- SV Grün-Weiß Brieselang, spielt in der Saison 2025/2026 in der Landesklasse West Brandenburg[45]
- Brieselanger Sportverein[46]
- Sportgemeinschaft Wasserfreunde Brieselang[47]
- Brieselanger Miniathleten[48]
- Badminton Brieselang[49]
- Agora[50]
- Tischtennisgemeinschaft Brieselang[51]
- Reit- und Fahrverein Brieselang[52]

## Persönlichkeiten

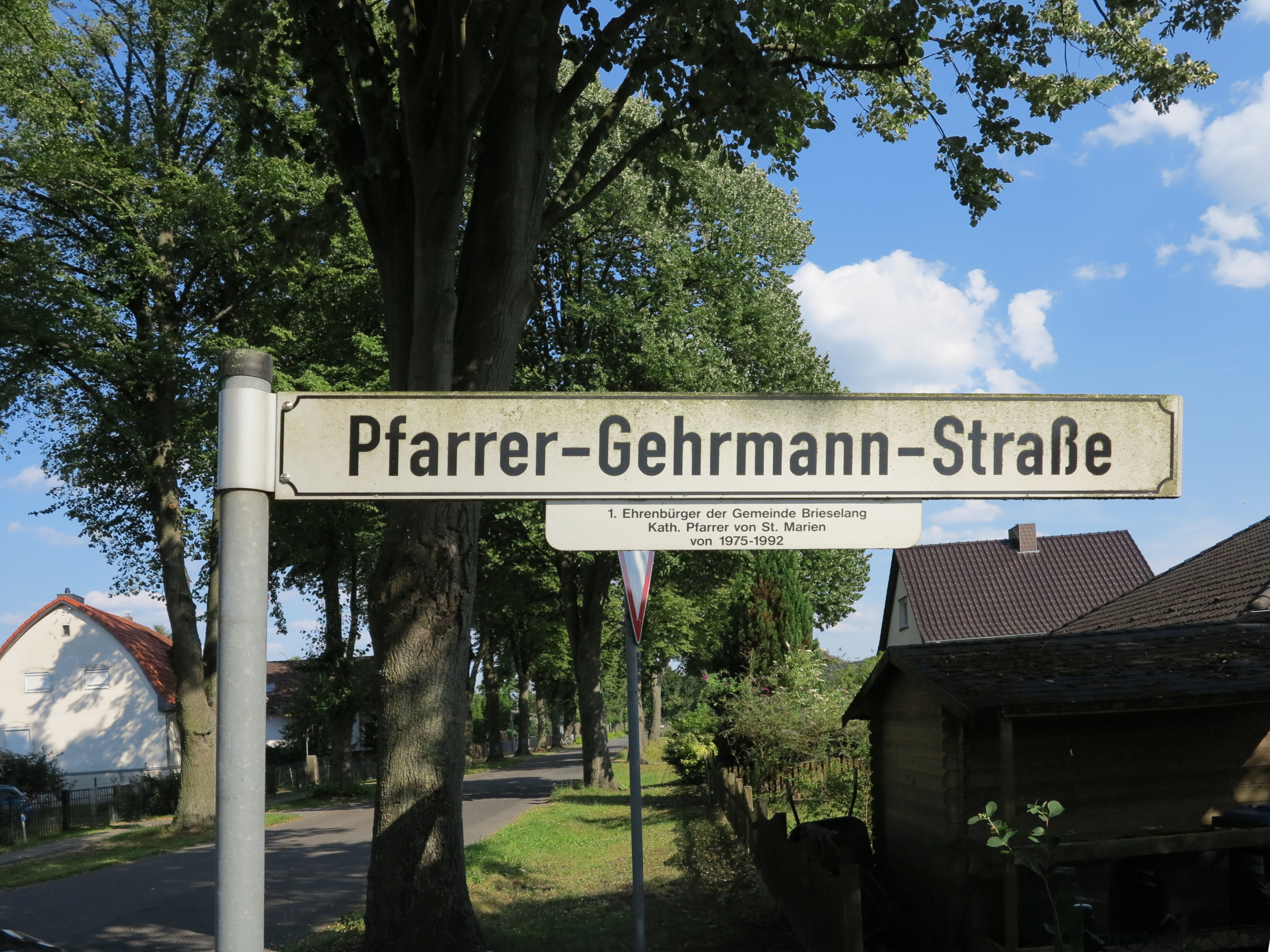
Straßenschild Pfarrer-Gehrmann-Straße

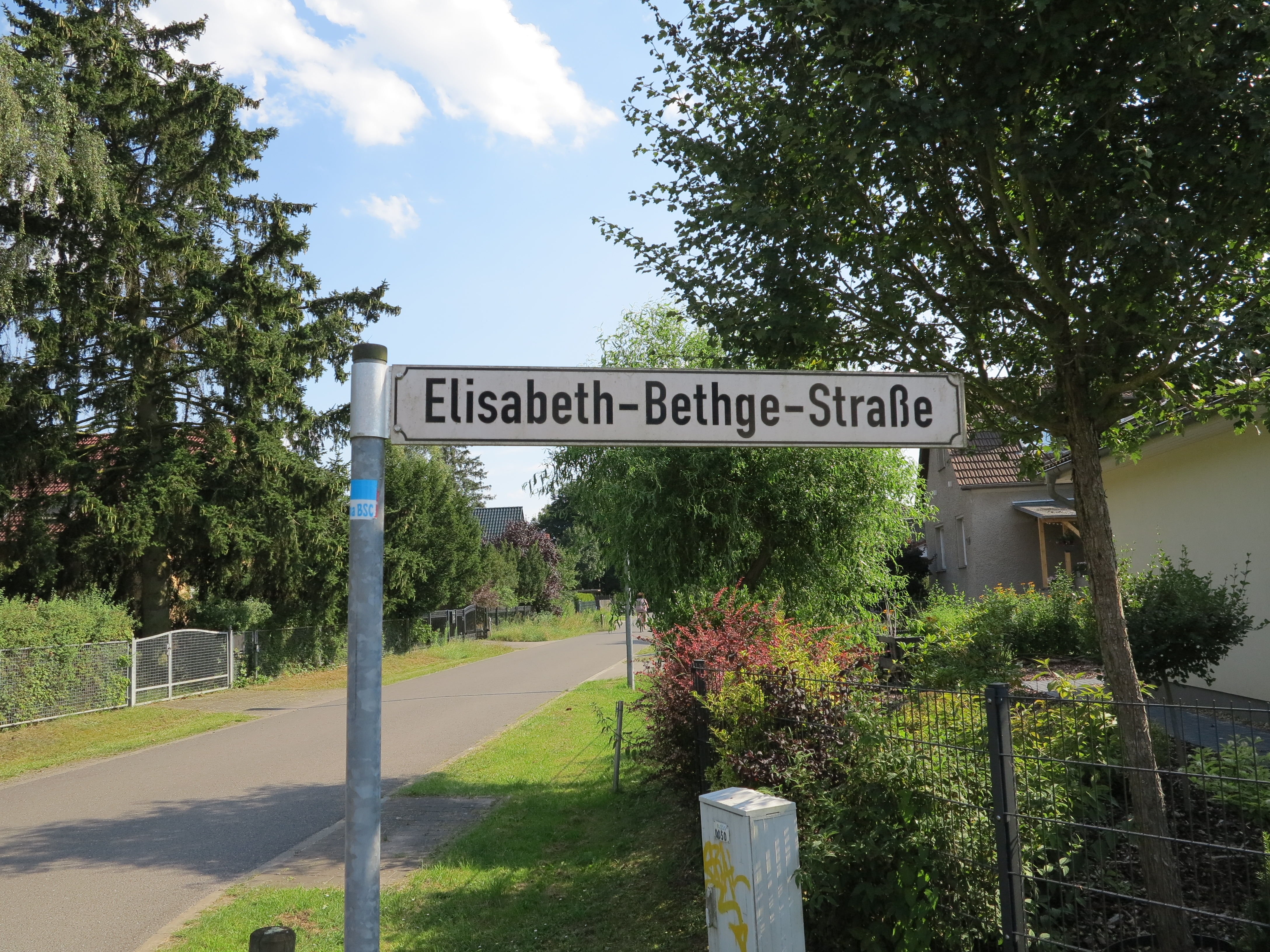
Straßenschild Elisabeth-Bethge-Straße

- Jakob Friedrich von Bredow (1702–1783), preußischer Generalmajor, geboren in Bredow
- Fritz Wolffheim (1888–1942) Politiker, Autor, Gewerkschafter, lebte in Brieselang
- Hans Klakow (1899–1993), Bildhauer, lebte seit 1931 in Brieselang
- Christian Theunert (1899–1981) lebte von 1946 bis 1949 in Brieselang[53]
- Hilde Benjamin (1902–1989), Rechtsanwältin, Ministerin der Justiz in der DDR, besaß seit 1942 ein Gartengrundstück in Brieselang, auf dem sie zeitweilig lebte[54]
- Elisabeth Bethge (1905–1943), Widerstandskämpferin gegen den Nationalsozialismus, lebte in Brieselang
- Johannes Gürtler (1905–1952), Mitglied der Bekennenden Kirche, nach dem Zweiten Weltkrieg Mitglied des Gemeinderates Brieselang und Abgeordneter des Kreistages Osthavelland; starb im Gefängnis in Falkensee an den dort erlittenen Misshandlungen.[55]
- Heinrich Gehrmann (1919–1997), Pfarrer in Brieselang, Ehrenbürger der Gemeinde[56]
- Charlotte Krause (1930–2023), Lehrerin, Heimatdichterin, Verfasserin des Brieselang-Liedes, lebte ab 1953 in Brieselang[57][58]
- Rudolf Peschel (1931–1989), Maler, lebte in Brieselang
- Carlos Rasch (1932–2021), Science-Fiction-Autor, lebte ab 2000 in Brieselang
- Ulrich Schlaak (1932–2016), Politiker (SED), lebte in Brieselang
- Ruth Peschel (1933–2022), Grafikerin und Illustratorin, lebte in Brieselang
- Benno Funda (* 1934), Radsportler, langjähriger Bezirksschornsteinfegermeister in Brieselang
- Volkmar Brandt (* 1938), Gebrauchsgrafiker und Typograf, lebt seit 1968 in Brieselang
- Guido von Martens (1943–2019), Keramiker, lebte in Brieselang